# 魏兴镇
魏兴镇，是中华人民共和国四川省达州市通川区曾经下辖的一个镇。2019年12月，撤销魏兴镇，将其所属行政区域划归罗江镇管辖。

## 行政区划
魏兴镇撤销前下辖以下地区：
柏林社区、中心社区、北斗村、大坪村、石庙村、友谊村、凤尾村和厂坝村。